# Borel de Bitche
Borel de Bitche is een geslacht waarvan leden sinds 1921 tot de Belgische adel behoren.

## Geschiedenis
Bij een besluit van de rechtbank van eerste aanleg van Brussel van 15 maart 1921 werd bepaald dat voor alle nog levende telgen van dit geslacht de naam gecorrigeerd moest worden tot Borel de Bitche (in plaats van Borel), naam zoals gevoerd door hun voorvader Jean-Henry Borel de Bitche (1706-1791).
Op 27 juni 1921 verkreeg Jules Borel de Bitche (1865-1939) verlening van adeldom en hij werd daarmee de stamvader van het adellijke geslacht.
In 2023 overleed de laatste mannelijke telg, Robert Borel de Bitche, de chef de famille. Hij ha drie dochters, waarmee het geslacht dreigt uit te sterven.

### Wapenbeschrijving
- 1921: Van lazuur, met een keper van goud, vergezeld van twee rozen van zilver in het schildhoofd, en van eene ster met vijf stralen van hetzelfde in den schildvoet. Het schild getopt met een zilveren helm, getralied, gehalsband en omboord van goud, gevoerd en vastgehecht van keel, met wrong en dekkleeden van goud en van lazuur. Helmteeken: de ster van het schild. Wapenspreuk: 'Servir' van zilver, op een losse band van lazuur.

## Enkele telgen
- Jules-François Borel (1819-1885), consul-generaal van Zwitserland
  - Mathilde Borel (1851-1922); trouwde in 1870 met Auguste Beernaert, premier en winnaar van de Nobelprijs voor de Vrede
  - Julie Borel (1856-1895); trouwde in 1875 met Michel Mourlon (1845-1915), geoloog en paleontoloog
  - Jhr. Jules-François-Auguste Borel de Bitche (1865-1939), advocaat, consul-generaal van Congo-Vrijstaat en Zwitserland en lid van de Hoge Raad van Congo
    - Jhr. Henri Borel de Bitche (1892-1953), ambassadeur
      - Jhr. Robert Borel de Bitche (1944-2023), chef de famille